# Василенко, Наталья Васильевна
Наталья Васильевна Василенко (9 февраля 1933, Смела, Киевская область — 15 апреля 1994, Севастополь) — советская и украинская художница, член Союза художников УССР (1971).

## Биография
Родилась 9 февраля 1933 года в городе Смела, ныне Черкаская область, Украина. После окончания живописного отделения Ростовского художественного училища имени М. Б. Грекова (1947—1952) поступала в Киевский художественный институт, но не пройдя по конкурсу была зачислена в 11 класс Киевской художественной школы в 1953 году. Поступила и окончила живописный факультет, мастерскую батально-исторической живописи Киевского художественного института в 1954—1960 годах, педагог по специальности Г. С. Мелихов, дипломная работа — «Музыкальный момент. А. М. Горький, С. В. Рахманинов и Ф. И. Шаляпин, 1902 г.».
После окончания работала в Севастопольских мастерских Художественного фонда Украины, член Художественного совета мастерских с 1972 года. Участница областных и республиканских выставок с 1961 года, персональная выставка в Симферополе в 1980 году. С 21 сентября 1967 года была принята кандидатом в члены Союза художников УССР, 12 апреля 1971 года член Союза художников УССР. Член Правления Крымского отделения СХ Украины с 16 декабря 1976 по 14 октября 1981 года.
Умерла 15 апреля 1994 года в Севастополе.

## Творчество
Живописец и график, манера письма реалистичная. Для работ Василенко характерны аллегория и монументально-обобщенное решение художественных образов, насыщенность цвета и разнообразие колорита.
Известные произведения: «Февраль в Учкуевке» (1961), «Миндаль цветет» (1961), «Летом» (1964, темпера), «Приморский бульвар. Шторм» (1965), «Мангуп-Кале» (1966), серия «Камыш-Бурунский комбинат» (1967, тушь), панно «Таврида» (1967, темпера), «Синие огни» (1968, акварель), «Виктория» (1968, темпера), «Камышовая бухта» (1969), «Память героям» (1969), «Весенний сад» (1970, акварель), «Праздничный Севастополь» (1970, темпера), «Стояла я i слухала весну…» (1971, акв.), «Портрет астрофизика В. К. Прокофьева» (1971), «Портрет отца» (1974), «Салют» (1974), «Портрет художницы Г. Корбут» (1974, акв), «Памяти Черноморцев» (1973—1975), «Ночной лов» (1975), «Крымские виноделы» (1977), «Дождливый день» (1977, акв.), «День увольнения» (1979), «Натюрморт с гранатами» (1979), «Память об отце» (1980), «Крымская обсерватория» (1980), графическая серия «Античные поэты» (1971—1981), «Портрет Димы Железнякова» (1982), «Виват Черноморскому флоту» (1982—1983), «Вступление Красной Армии в Севастополь» (1983—1984), «Луговые цветы» (1984), «Голубой букет» (1985), «Крым. Долина роз» (1987), «Страна высоких вдохновений. Мой Пушкин» (1987), «Портрет скульптора А. Р. Сухой» (1989), «Дубки» (1989).

Выставки: 
Крымская областная выставка, посвященная XXII съезду КПСС (Симферополь, 1961), Республиканская выставка произведений художников-маринистов (Киев, 1961), III Всесоюзная выставка произведений художников-маринистов (Москва, 1961), Республиканская выставка произведений молодых художников “Навстречу 50-летию Советской власти” (Киев, 1966), Крымская областная юбилейная выставка, посвященная 50-летию Советской власти (Симферополь, 1967), Областная художественная выставка “50 лет ВЛКСМ” (Симферополь, 1968), Выставка произведений крымских художников, посвященная 25-летию со дня освобождения города-героя Севастополя (Севастополь, 1969), Крымская областная художественная выставка, посвященная 100-летию со дня рождения В.И. Ленина (Симферополь, 1969), Республиканская выставка, посвященная 50-летию ЛКСМ Украины (Киев, 1969), Областная художественная выставка “Крымские художники в Советский фонд мира” (Симферополь, 1970), Областная художественная выставка произведений художников Крыма (Ялта, 1970), Областная художественная выставка, посвященная XXIV съезду КПСС и XXIV съезду Коммунистической партии Украины (Симферополь, 1971), Крымская областная художественная выставка “Крым социалистический” (Симферополь, 1971), Выставка декоративно-монументальных, оформительских работ и произведений промышленной графики художников Крыма (Симферополь, 1971), Республиканская художественная выставка, посвященная 100-летию со дня рождения Леси Украинки (Киев, 1971), I Республиканская выставка рисунка (Киев, 1971), “Художники Крыма” (Ленинград, 1972), Выставка произведений крымских художников к 30-летию освобождения Крыма (Севастополь, 1974), Республиканская выставка к 30-летию освобождения Советской Украины (Киев, 1974), Областная выставка к 30-летию Победы в ВОВ “Подвиг народа бессмертен” (Симферополь, 1975), Областная выставка к XXV съезду КПСС “Слава труду” (Симферополь, 1975), Выставка произведений художников предприятий Художественного фонда УССР (Симферополь, 1976), Выставка произведений Крымских художников к 100-летию со дня рождения Ф.Э. Дзержинского “Всегда начеку” (Симферополь, 1977), Выставка произведений художников Крыма к 60-летию Советской Власти ”По Ленинскому пути” (Симферополь, 1977), IV Республиканская выставка акварели (Львов, 1977), Областная выставка “35 лет Великой Победы” (Симферополь, 1980), Областная выставка в Картинной галерее колхоза “Дружба народов” (1980), Областная выставка к XXVI съезду КПСС “Мы строим Коммунизм” (Симферополь, 1980), Областная выставка к 65-летию Советской милиции “Всегда на чеку” (Симферополь, 1982), Областная выставка к 60-летию образования Советского Союза “Наша родина – СССР” (Симферополь, 1982), Республиканская выставка “Всегда начеку” (Киев, 1982), Республиканская выставка к 200-летию основания Севастополя “Художники городу-герою Севастополю” (Севастополь, 1983), Областная выставка к открытию  выставочного зала КО СХ Украины, посвященная 39-й областной партийной конференции (Симферополь, 1984), Областная выставка к 200-летию Симферополя и 40-летию освобождения Крыма (Симферополь, 1984), Выставка к вручению г. Симферополю ордена “Трудового Красного Знамени” (Симферополь, 1984), Республиканская выставка “Земля и люди” (Киев, 1984), Республиканская выставка к 40-летию освобождения Украины (Киев, 1984), Выставка произведений Крымских художников на выставке в ВНР (1986), Областная выставка к 70-летию Великого Октября (Симферополь, 1987), Областная выставка “Портрет в творчестве Крымских художников” (Симферополь, 1989),  Выставка “50 лет Союзу художников Крыма” (Симферополь, 1990), Республиканская выставка “Живописная Украина” (Полтава, 1990), Всекрымская выставка к 60-летию освобождения Севастополя и Крыма (Симферополь, 2004), Всекрымская выставка к Дню Победы (Симферополь, 2007); персональная – Симферополь, 1980.
Работы художницы хранятся в Севастопольском художественном музее имени М. П. Крошицкого.